# Claudisabel
Cláudia Isabel Leiria Madeira (Faro, 4 de octubre de 1976-Alcácer do Sal, 19 de diciembre de 2022), más conocida como Claudisabel, fue una cantante portuguesa.

## Trayectoria
Su carrera discográfica comenzó en 1995, con su primer álbum, Dizias Tu, Pensava Eu. En 1998 se lanzó el álbum Pensei Com o Coração, y en el mismo año la artista participó en la compilación De Mãos dadas. Al año siguiente, en 1999, logró su mayor éxito con el tema «Necesito un héroe». En 2001 fue con su 4.º álbum, llamado Meu Sonho Azul, que obtuvo otro gran éxito en su carrera, con del tema «No volveré a llorar». En 2002, Claudisabel participó en la segunda edición de Gran Hermano Famosos. En 2005 apareció otro CD, titulado Preto no Branco, y en 2009 la cantante volvió al mercado con el disco Quem és tu. En 2010, y con la producción del compositor Jordi Cubino, fue invitada a participar en el Festival RTP da Canção 2010 con el tema «Contra Tudo e Todos».
En 2019, Claudisabel tuvo un accidente automovilístico porque un automóvil no respetó un semáforo en rojo, en el que resultó lesionada con dos hernias en la columna y una compresión cervical que imposibilitó algunos movimientos en su brazo. También tenía una lesión en el ojo, con pérdida significativa de la visión y presión ocular muy alta. En 2020, con un enfoque diferente, un estilo musical completamente renovado y una imagen impactante, aparece un sencillo titulado Condenada.
El 19 de diciembre de 2022, cuando regresaba de actuar en el programa de televisión Domingão, se detuvo en el arcén de la autopista A2, cerca de Alcácer do Sal, en el distrito de Setúbal, al sentirse indispuesta. Bajó a colocar los triángulos de señalización y al entrar en su vehículo, un Smart, otro automóvil impactó contra él, matándola en el acto.

## Discografía
- Dizias tu, pensava eu (1995)
- Pensei com o coração (1998)
- Preciso de um herói (1999)
- Meu Sonho Azul (2002)
- Preto no branco (2006)
- Quem és tu (2009)
- Contra tudo e todos (2010)
- Condenada (2020)